# Octopus (Schiff)
Die Octopus ist eine Motoryacht, die zur Zeit ihres Baus 2003 zu den größten Yachten der Welt zählte und 2022 auf Rang 23 der längsten Megayachten der Welt stand. Ihr Bau hat 200 Millionen US-Dollar gekostet. Die Octopus ist ein privates Schiff, das für Expeditionen, Forschung und Rettungseinsätze ausgeliehen werden konnte.

## Entwicklung
Die Octopus hat eine Länge über alles von 126 m und wurde 2003 an ihren Eigner Paul Allen ausgeliefert. Die Yacht hat einen Hangar für zwei Hubschrauber, ein 19 m langes Beiboot sowie ein U-Boot für acht Personen. Seitenluken oberhalb der Wasserlinie dienen als Garage für kleinere Beiboote und Jet-Skis.
Sie wurde von Espen Øino Naval Architects entworfen und bei HDW in Kiel im Auftrag von Lürssen gebaut. Die ursprüngliche Innenausstattung stammte von Jonathan Quinn Barnett. Der Rumpf ist aus Stahl.
Nach dem Tod Paul Allens wurde die Yacht 2019 bei Blohm+Voss in Hamburg saniert und anschließend für 295 Millionen Euro zum Verkauf angeboten. Der Angebotspreis wurde später auf 235 Millionen Euro reduziert. Im August 2021 wurde der Verkauf an einen nicht benannten Käufer bekanntgegeben; zum Verkaufspreis wurden keine Angaben gemacht. Laut Berichten wurde die Yacht vom schwedischen Milliardär Roger Samuelsson gekauft.

## Ausstattung
Die Octopus besteht aus acht Decks, darunter ein privates Deck, und kann bis zu 26 Gäste in 13 Kabinen beherbergen. Für die Crew sind 30 Kabinen vorhanden. Zu den Unterhaltungsmöglichkeiten gehören mehrere Bars, ein Spa, eine Bibliothek, ein Kino, ein Fitnessraum, ein Basketballplatz und mehrere Lounges, darunter eine Aussichtsplattform. Das Schiff verfügt über zwei Hubschrauberlandeplätze. Insgesamt gibt es sieben Beiboote an Bord. Die Yacht verfügt außerdem über einen Pool und zwei U-Boote (eines davon ferngesteuert und in der Lage, größere Tiefen zu erreichen). Letzteres wurde Google Earth für das Projekt "Explore the Ocean" zur Verfügung gestellt. Seitliche Luken an der Wasserlinie bilden eine Anlegestelle für Wasserfahrzeuge. Die Octopus hat eine Reichweite von 12.500 nmi.

## Einsätze
Im Januar 2011 musste einer der Hubschrauber an Bord auf dem Weg in die Antarktis in den Gewässern vor der Küste Argentiniens notlanden. Der Hubschrauber wurde schwer beschädigt und der Kopilot erlitt leichte Verletzungen. Allen war zum Zeitpunkt des Unfalls nicht an Bord. Die Octopus half 2012 bei der Suche nach einem amerikanischen Piloten und zwei palauischen Polizisten, deren Flugzeug vor Palau verschwand. Allen lieh seine Yacht an Wissenschaftler aus, um den Quastenflosser zu studieren, ein "lebendes Fossil", das einst als ausgestorben galt.
2012 lieh Allen die Octopus der Royal Navy, um die Schiffsglocke des Schlachtkreuzers Hood, die im Zweiten Weltkrieg in der Dänemarkstraße in 2.700 m Tiefe gesunken war, als nationales Mahnmal zu bergen. Die Hood wurde von einer Granate des deutschen Schlachtschiffs Bismarck getroffen und sank innerhalb weniger Minuten mit über 1.400 Menschen an Bord, nur drei konnten gerettet werden. Die Glocke wurde geortet, aber aufgrund der widrigen Wetterbedingungen nicht geborgen. Am 7. August 2015 wurde bekannt gegeben, dass die Glocke der HMS Hood durch den von Octopus aus operierenden ROV geborgen worden war. Nach ihrer Konservierung wurde die Glocke 2016 im National Museum of the Royal Navy in Portsmouth ausgestellt.
Paul Allen nutzte die Yacht und die Ausrüstung zur Tiefseeerforschung im Jahr 2015, um nach dem Wrack des japanischen Schlachtschiffes Musashi zu suchen. Die Musashi war im Oktober 1944, gegen Ende des Pazifikkrieges, in der Sibuyansee versenkt worden. Anfang März 2015 entdeckte Allen das Wrack in etwa 1000 Metern Tiefe. Die Musashi und ihr Schwesterschiff Yamato waren mit 46-cm-Hauptkanonen bewaffnet. Sie waren die größten und am schwersten bewaffneten Schlachtschiffe der Marinegeschichte.